# Gouden Poort (Istanbul)
De Gouden Poort of Yedikule is een kasteel in Istanbul dat tevens een stadspoort integreerde.

## Triomfboog
Keizer Theodosius I liet eerst een monumentale triomfboog met drie bogen bouwen. De laatste keizer die er in triomf doorheen gegaan is, was Michaël VIII toen hij in 1261 te voet van hier naar het klooster van Johannes Studites is gelopen.

## Kleinere poort
Voor de Porta Aurea stond nog een kleinere poort, die aan de buitenzijden was versierd met reliëfs waarvan nu alleen nog de omlijsting aanwezig is. In 1778 hebben bezoekers nog de reliëfs gezien. Die de werken van Heracles, Endymion en Phaëton voorstelden.

## Stadspoort
De triomfboog werd bij het optrekken van de landmuren door prefect Anthemius tussen 413 en 429 in de stadsmuur ingebouwd. Aan de twee zijkanten werd een poortgebouw aangebracht en de twee buitenste zijbogen werden dichtgemetseld. Het was nu een van de zeven stadspoorten van de stadsmuren van Istanbul. Deze muren van Constantinopel omsloten tot in de 15e eeuw het oude Constantinopel. Deze stadsmuur bevatte zeven poorten, waarvan de Gouden Poort de voornaamste was. De “Porta Aurea” of gouden poort werd opgericht in opdracht van Theodosius II. De met goudplaten beklede poort was 15 m hoog . Boven de poort bevond zich een dubbele Byzantijnse adelaar gesneden in reliëf. De Gouden Poort werd beschouwd als de mooiste poort met aan beide zijden twee grote gepolijste marmeren torens. Op de poort bevonden zich ook gebeeldhouwde olifanten. De marmeren torens waren indertijd met gouden en bronzen beeldhouwwerken versierd. De Gouden Poort was eeuwenlang de toegangspoort voor de zegevierende legers. Na overwinningen in Europa en de Balkan deden de commandanten en het leger hun triomfantelijke intocht in de stad via deze poort, toen Porta Aurea genoemd. Daarna liepen ze langs de Messe-straat tot aan de keizerlijke fora naar de hippodroom.

## Kasteel
Het Yedikule-kasteel omvat een gouden poort en bevindt zich achter de landmuren en in het zuiden bij de Zee van Marmara. Al in de Byzantijnse tijd stond hier een vesting die bij de verovering in 1453 verwoest is. In 1458 liet Mehmed II de burcht, die later de naam Yedikule (Zeven Torens) kreeg, weer opbouwen. Aan de oostzijde bevindt zich een muur met drie torens, zodat een vijfhoek ontstaat. De noord-, oost- en zuidtoren zijn door naar binnen geknikte muren met de stadsmuur en met elkaar verbonden. De muren zijn voorzien van een weergang en kantelen. Van binnenuit gaan er trappen omhoog. In de knik van de muren bevinden zich zogenaamde cavaliers. Dit zijn hooggeplaatste driehoekige torens die de verdediger een beter zicht op het schootsveld boden. De vesting Yedikule vormde in zekere zin het scharnier tussen de stadsmuur langs het water en die aan de landzijde. Toch loopt deze laatste nog zo'n 200 meter naar het zuiden door tot aan de zee. Daar bevindt zich een kleine poterne, een uitvalspoort, de zogenaamde Christuspoort.
Het kasteel heeft vele functies gehad:
- Verdedigingswerk en toegang tot de stad
- Schatkamer. In de burcht werd de keizerlijke schatkamer ondergebracht tot Murat III de schatten naar het topkapipaleis liet overbrengen.
- Gevangenis. De meest oostelijke, achthoekige toren (Yazili Kule), die nu geen verdiepingen meer heeft, deed in de Osmaanse tijd dienst als gevangenis voor de diplomaten waarmee Turkije in oorlog was. Op de muren staan nog veel inscripties van die gevangenen. Nog in het begin van de 19e eeuw werden hier gevangenen van de Slag van Navarino opgesloten; In 1801 kraste een Fransman “Vive la République Française” in de muur.
- In 1831 eindigde de gevangenisperiode en kregen de leeuwen van het paleis hier hun onderkomen.
- Arsenaal.
- Executieplaats. In het zuidelijke poortgebouw van de Porta Aurea was destijds de gevangenis waarin de staatsgevangenen werden terechtgesteld. In 1622 vond sultan Osman II hier de dood.
- Museum. Gerestaureerd en sinds 1959 een museum. Men mag op de muren lopen.

Het uitzicht over de zee en de stad is adembenemend, en geeft in noordelijke richting een zicht op de stadsmuur. De stadsmuren van Constantinopel waren bijna onneembaar. Ze werden slechts tweemaal in hun hele geschiedenis veroverd, een keer in 1204 tijdens de Vierde Kruistocht en eenmaal in 1453 door de Turken.

## Referenties

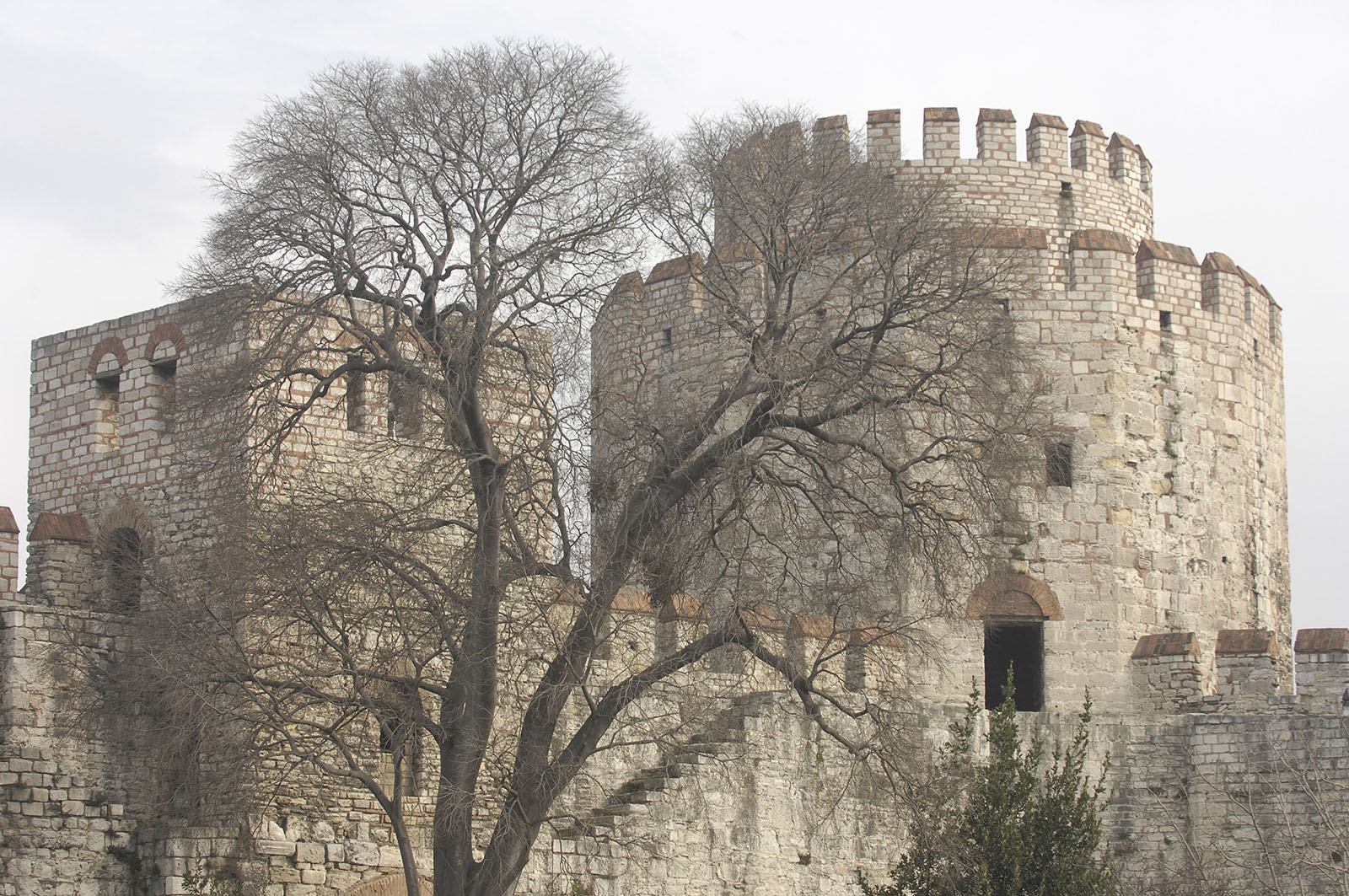
Yedikule toren en deel muur
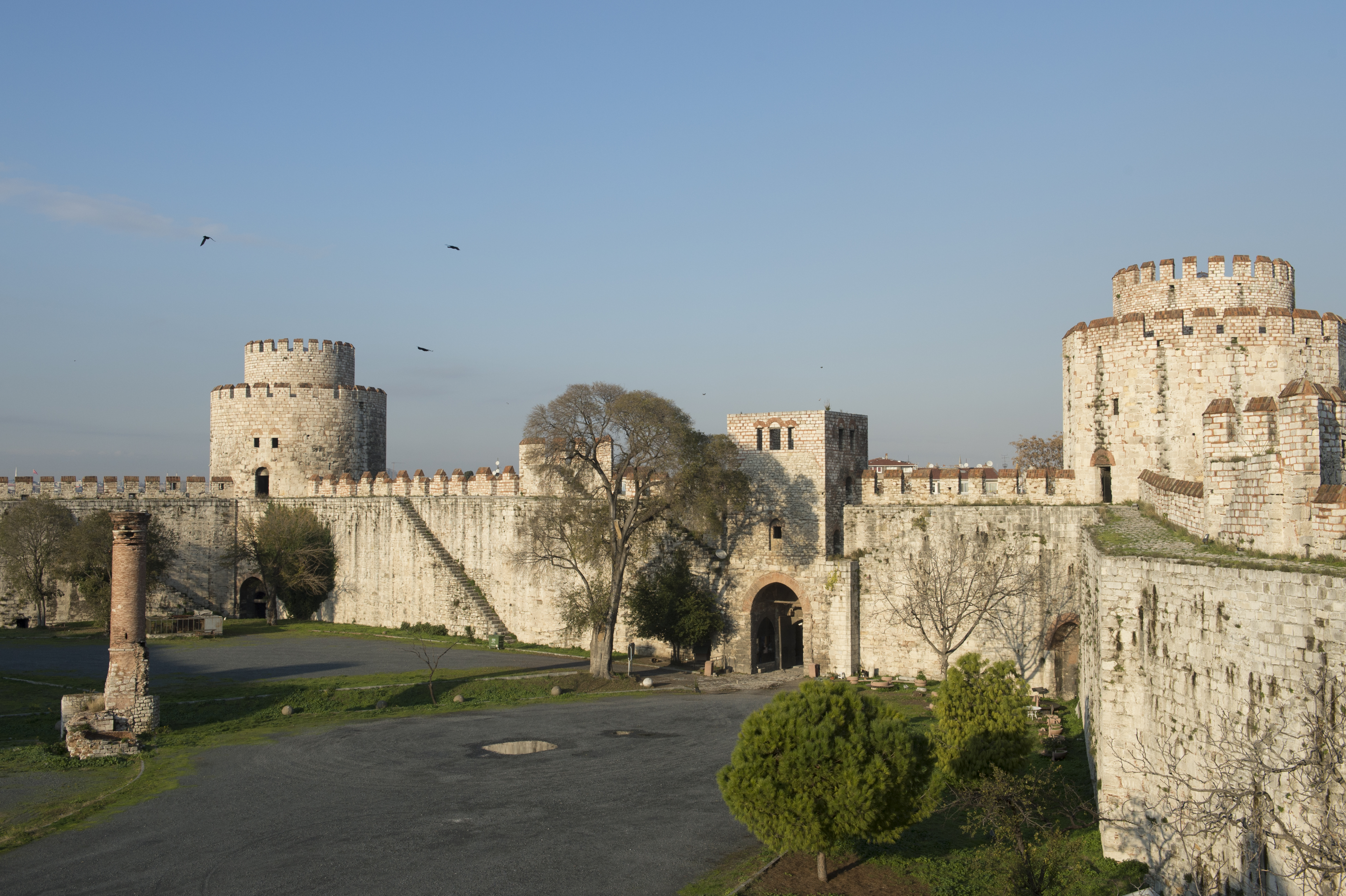
Yedikule binnenplaats richting binnenkant Gouden Poort
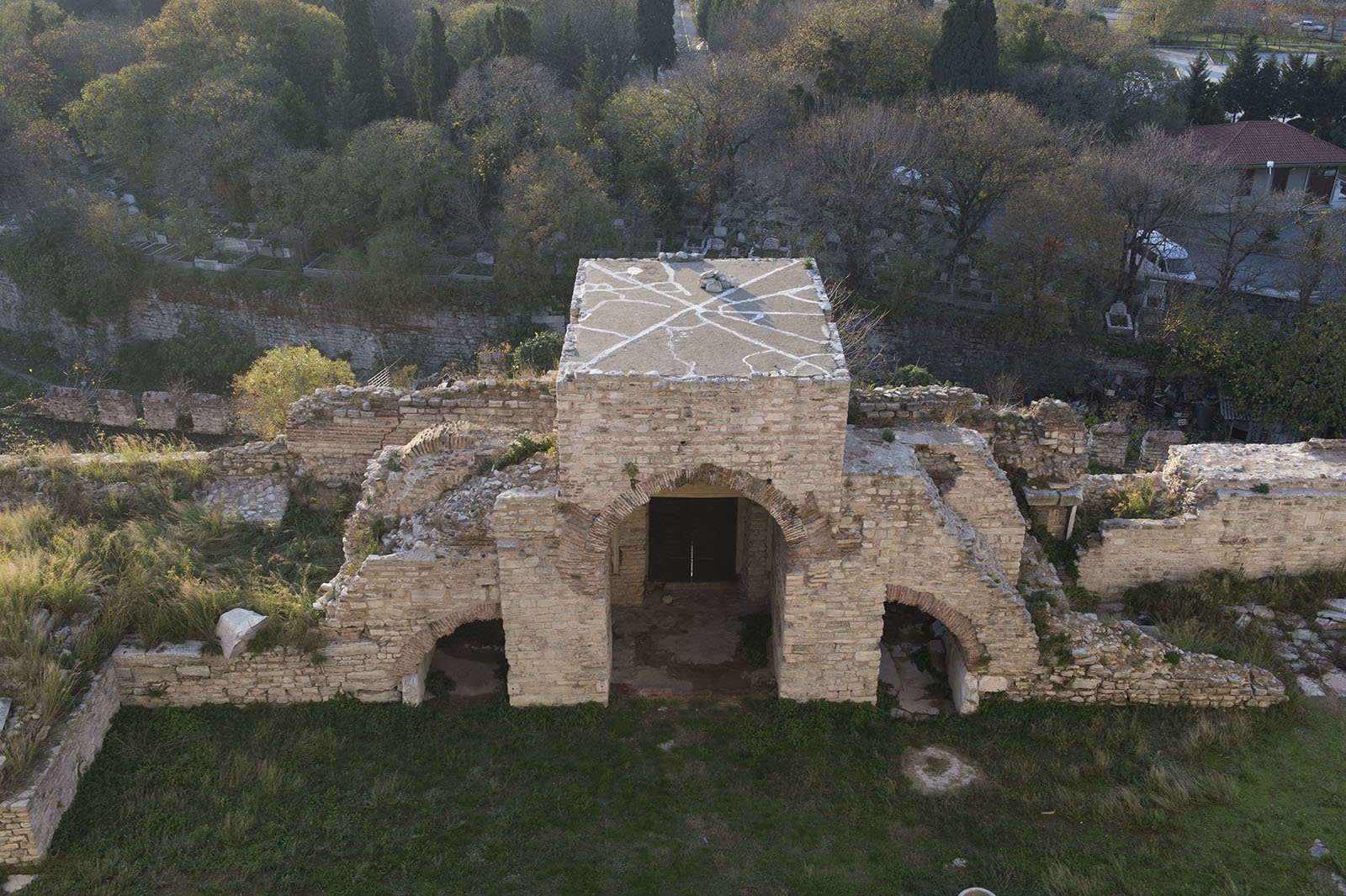
Latere poort buiten de Gouden Poort